# 바탈리언 (2001년 영화)
《바탈리언》(The Lost Battalion)은 미국에서 제작된 러셀 멀케이 감독의 2001년 전쟁, 액션, 드라마 영화이다. 릭 슈로더 등이 주연으로 출연하였고 톰 리브 등이 제작에 참여하였다.

## 출연
- 릭 슈로더
- 필 맥키
- 제이미 해리스
- 제이 로댄
- 아담 제임스
- 다니엘 칼타기론